# Championnat de France de rugby à XIII 2022-2023
Navigation
Édition précédente Édition suivante
Le Championnat de France de rugby à XIII 2022-2023 est la 85e édition de la plus importante compétition de rugby à XIII en France. Le calendrier de la compétition s'étend de 1er octobre 2022 au 28 mai 2023.
Organisé sous l'égide de la fédération française de rugby à XIII, le championnat est composé de dix équipes, à la suite de l'intégration du XIII Baroudeur de Pia, qui se rencontrent lors d'une phase de saison régulière où s'affrontent sur deux rencontres chacune des équipes. Cette phase détermine l'ordre des qualifiés pour la phase finale à élimination directe pour se ponctuer par une finale en match unique le 28 mai 2023. Pour les équipes participantes, le championnat est entrecoupé par la Coupe de France, retour après deux années d'absence en raison de la pandémie.
Enfin, deux clubs français sont représentés par leurs réserves dans ce championnat, Saint-Estève XIII Catalan pour les Dragons Catalans et Toulouse élite pour le Toulouse olympique XIII qui évoluent respectivement en Super League et Championship.

## Liste des équipes en compétition
| \| Albi RL SO Avignon AS Carcassonne FC Lézignan XIII Limouxin Saint-Estève XIII catalan RC Saint-Gaudens Toulouse olympique élite Villeneuve RL XIII Baroudeur de Pia \| Clubs évoluant dans le Championnat de France en 2022-2023. |
| Albi RL SO Avignon AS Carcassonne FC Lézignan XIII Limouxin Saint-Estève XIII catalan RC Saint-Gaudens Toulouse olympique élite Villeneuve RL XIII Baroudeur de Pia                                                                  |

Les dix équipes participent cette saison au championnat de France de première division. Huit équipes sont localisées en région Occitanie, les deux autres étant situées à moins de 20 kilomètres de ses frontières.
Il n'y a plus de match nul depuis la saison 2016-2017 puisqu'en cas d'égalité à la fin d'un match, une prolongation au point en or est disputée. À noter que lors de la phase d'aller aucune prolongation n'a été nécessaire.
Le Championnat maintient sa formule de la saison précédente. Le Championnat débute le 1er octobre 2022 pour se clore le 28 mai 2023.
| Club                      | Dernière montée | Budget 2022-23 | Classement en 2022 | Entraîneur(s)                 | Stade               | Capacité |
| ------------------------- | --------------- | -------------- | ------------------ | ----------------------------- | ------------------- | -------- |
| Albi                      | 2015            | 650 000 €      | Barragiste         | Joris Canton Fabien Denis     | Stade Mazicou       | +01 500, |
| Avignon                   | 2008            | 350 000 €      | Barragiste         | Renaud Guigue                 | Parc des Sports     | +17 500, |
| Carcassonne               | 2000            | 600 000 €      | Champion           | Frédéric Camel                | Stade Albert-Domec  | +10 000, |
| Lézignan                  | 1990            | 500 000 €      | Demi-finaliste     | Philippe Laurent              | Stade du Moulin     | +06 000, |
| Limoux                    | 1962            | 450 000 €      | Finaliste          | Maxime Grésèque               | Stade de l'Aiguille | +03 000, |
| Pia                       | 2022            | 300 000 €      | Elite 2            | Andrew Bentley Thomas Valette | Stade Daniel-Ambert | +06 000, |
| Saint-Estève XIII catalan | 2000            | 600 000 €      | Demi-finaliste     | Eamon O'Carroll               | Stade municipal     | +02 000, |
| Saint-Gaudens             | 2016            |                | 9e                 | Mitch Garbutt Cyril Moliner   | Stade Jules-Ribet   | +05 000, |
| Toulouse élite            | 2015            | 100 000 €      | 8e                 | Sébastien Raguin              | Stade des Minimes   | +04 000, |
| Villeneuve-sur-Lot        | 1934            | 300 000 €      | 7e                 | Constant Villegas             | Stade Max-Rousié    | +01 700, |

## Format
Le calendrier est composé de deux phases :

### Première phase: saison régulière
Chaque équipe rencontre toutes les autres en matchs aller-retour, ainsi chaque équipe aura disputé dix-huit rencontres au cours de la saison.

### Deuxième phase: éliminatoires
À l'issue de la saison régulière, les six premiers de la saison régulière se qualifient pour la phase à élimination directe. Les gagnants de ces rencontres, disputées sur un «  match sec », rejoignent le vainqueur de la phase régulière et son dauphin en demi-finale. Le vainqueur de la finale qui suit est sacré champion de France de rugby à XIII et reçoit à cet égard le bouclier Max-Rousié.
Les dates de barrage sont fixées les 29 et 30 avril 2023, celles des demi-finales les 13 et 14 mai 2023.

## Déroulement de la compétition

### Classement de la première phase
| Rang | Club                      | J  | V  | N | D  | Bo | Bd | Pm  | Pe  | Diff | Pts |
| ---- | ------------------------- | -- | -- | - | -- | -- | -- | --- | --- | ---- | --- |
| 1    | AS Carcassonne            | 18 | 15 | 0 | 3  | 0  | 2  | 557 | 279 | +278 | 47  |
| 2    | XIII limouxin             | 18 | 14 | 0 | 4  | 0  | 2  | 629 | 282 | +347 | 44  |
| 3    | FC Lézignan               | 18 | 13 | 0 | 5  | 0  | 3  | 556 | 354 | +202 | 42  |
| 4    | Albi RL                   | 18 | 13 | 0 | 5  | 0  | 3  | 502 | 286 | +216 | 42  |
| 5    | XIII Baroudeur de Pia     | 18 | 10 | 0 | 8  | 0  | 1  | 433 | 465 | -32  | 31  |
| 6    | RC Saint-Gaudens          | 18 | 7  | 0 | 11 | 0  | 4  | 357 | 542 | -185 | 25  |
| 7    | SO Avignon                | 18 | 6  | 0 | 12 | 0  | 6  | 404 | 468 | -64  | 24  |
| 8    | Saint-Estève-XIII catalan | 18 | 6  | 0 | 12 | 0  | 3  | 423 | 579 | -156 | 21  |
| 9    | Toulouse olympique Elite  | 18 | 3  | 0 | 15 | 0  | 8  | 388 | 595 | -207 | 17  |
| 10   | Villeneuve RL             | 18 | 3  | 0 | 15 | 0  | 1  | 281 | 680 | -399 | 10  |

|  | Qualifiés pour les demi-finales                      |
|  | Qualifiés pour les barrages d'accès aux demi-finales |

Attribution des points : victoire : 3, défaite par 12 points d'écart ou moins : 1 (point bonus), défaite par plus de 12 points d'écart : 0. - Pour le Magic Week-end, la seule différence est que la victoire vaut quatre points.
En cas d'égalité du nombre de points de classement, c'est la différence de points particulière qui s'obtient en soustrayant du cumul des points des scores marqués par l'équipe, le cumul des points des scores qu'elle a encaissé contre l'équipe avec laquelle elle se trouve à égalité dans la compétition.

### Phase finale
|  | Barrages               | Barrages               |                         |                         | Demi-finales          | Demi-finales          |  |  | Finale                  | Finale                  |
|  | Barrages               | Barrages               |                         |                         | Demi-finales          | Demi-finales          |  |  | Finale                  | Finale                  |
|  |                        |                        |                         |                         |                       |                       |  |  |                         |                         |
|  | Le dimanche 7 mai 2023 | Le dimanche 7 mai 2023 |                         |                         | Le samedi 13 mai 2023 | Le samedi 13 mai 2023 |  |  | Le dimanche 28 mai 2023 | Le dimanche 28 mai 2023 |
|  | Le dimanche 7 mai 2023 | Le dimanche 7 mai 2023 |                         |                         | Le samedi 13 mai 2023 | Le samedi 13 mai 2023 |  |  | Le dimanche 28 mai 2023 | Le dimanche 28 mai 2023 |
|  | Le dimanche 7 mai 2023 | Le dimanche 7 mai 2023 | AS Carcassonne          | 26                      |                       |                       |  |  | Le dimanche 28 mai 2023 | Le dimanche 28 mai 2023 |
|  | Albi RL                | 40                     | AS Carcassonne          | 26                      |                       |                       |  |  | Le dimanche 28 mai 2023 | Le dimanche 28 mai 2023 |
|  | Albi RL                | 40                     | Albi RL                 | 16                      |                       |                       |  |  | Le dimanche 28 mai 2023 | Le dimanche 28 mai 2023 |
|  | XIII Baroudeur de Pia  | 6                      | Albi RL                 | 16                      |                       |                       |  |  | Le dimanche 28 mai 2023 | Le dimanche 28 mai 2023 |
|  | XIII Baroudeur de Pia  | 6                      | Le dimanche 14 mai 2023 | Le dimanche 14 mai 2023 | AS Carcassonne        | 24                    |  |  |                         |                         |
|  | Le samedi 6 mai 2023   |                        | Le dimanche 14 mai 2023 | Le dimanche 14 mai 2023 | AS Carcassonne        | 24                    |  |  |                         |                         |
|  |                        | XIII Limouxin          | Le dimanche 14 mai 2023 | Le dimanche 14 mai 2023 | 34                    |                       |  |  |                         |                         |
|  | FC Lézignan            | XIII Limouxin          | Le dimanche 14 mai 2023 | Le dimanche 14 mai 2023 | 34                    | 46                    |  |  |                         |                         |
|  | FC Lézignan            | XIII Limouxin          | 36                      |                         |                       | 46                    |  |  |                         |                         |
|  | RC Saint-Gaudens       | XIII Limouxin          | 36                      | 12                      |                       |                       |  |  |                         |                         |
|  | RC Saint-Gaudens       | FC Lézignan            | 10                      | 12                      |                       |                       |  |  |                         |                         |
|  |                        | FC Lézignan            | 10                      |                         |                       |                       |  |  |                         |                         |

### Finale
(mt : 6 - 14)
Homme du match : Jason Clark (Limoux)
Points marqués : 
- Carcassonne : 4 essais de Bouregba (34e et 80e), Canet (75e) et Serulevu (77e) ; 4 transformations d'Herrero (35e, 76e, 78e et 80e) ; 1 carton jaune de Canet (59e).
- Limoux : 6 essais de Saddler (13e), Crunel (25e), Garrouste (30e), B. Vergniol (46e), L. Vergniol (56e) et Torreilles (60e) ; 4 transformations de Templeman (14e, 47e, 57e, 61e) ; 1 pénalité de Templeman (73e).

Évolution du score : 0-6, 0-10, 0-14, 6-14 (mi-temps), 6-20, 6-26, 6-32, 6-34, 6-36, 12-36, 18-36, 24-36.
Arbitre : M. Stéphane Vincent (Occitanie)
Spectateurs : 8 221
Composition des équipes :
- Carcassonne : Morgan Escaré - Alexis Escamilla (c), Emir-Walid Bouregba, Vincent Albert, Georgy Gambaro - Clément Herrero (o), Connor O'Beirne (m) - Clément Boyer, Ludovic Artiga, Bastien Canet, Maika Serulevu, Corey Mulhall, Matthieu Khedimi - Jowasa Drodrolagi, Bastien Escamilla, Djibryl Dauliac, Alexis Albérola - Entraîneur : Frédéric Camel
- Limoux : Zachary Santo - Quentin Crunel, Quentin Garrouste, Bastien Ader, Tony Maurel - Allan Torreilles (o), Patrick Templeman (m) - Zac Saddler, Pierre-Louis Bourrel, Alexandre Mickalezyk, Lucas Vergniol, Yann Belmaziz, Jason Clark - Valentin Yesa, Louis-Esteban Biville, Benjamin Vergniol, Justin Bouscayrol - Entraîneur : Maxime Grésèque

## Bilan du Championnat

### Joueurs en évidence
Les statistiques suivantes peuvent se retrouver chaque semaine de championnat sur au moins deux médias français; L'Indépendant (édition Perpignan, généralement le mardi) et sur  le site internet Treize Mondial.

#### Meilleurs marqueurs d'essais
| Rang | Joueur         | Équipe           | Essais |
| ---- | -------------- | ---------------- | ------ |
| 1    | Jordan Flovie  | FC Lézignan      | 16     |
| 2    | Morgan Escaré  | AS Carcassonne   | 14     |
| 3    | Isaac Misky    | RC Saint-Gaudens | 13     |
| 3    | Nittim Pedrero | Albi XIII        | 13     |
| 5    | Hugo de Monte  | SO Avignon       | 12     |

#### Meilleurs scoreurs
| Rang | Joueur            | Équipe                | Points | Essais | Transf. | Pén. | Drops |
| ---- | ----------------- | --------------------- | ------ | ------ | ------- | ---- | ----- |
| 1    | Patrick Templeman | XIII Limouxin         | 141    | 7      | 50      | 6    | 1     |
| 2    | Clément Herrero   | AS Carcassonne        | 125    | 4      | 50      | 4    | 1     |
| 3    | James Maloney     | FC Lézignan           | 121    | 2      | 49      | 7    | 1     |
| 4    | Alan Baby         | XIII Baroudeur de Pia | 120    | 9      | 38      | 4    | -     |
| 5    | Olivier Arnaud    | SO Avignon            | 118    | 6      | 45      | 2    | -     |

## Médias
Les rencontres sont commentées en direct sur radio Marseillette, et Midi Olympique en rend compte chaque lundi dans son « édition rouge », plus rarement dans son « édition verte », sous la plume soit de Didier Navarre, soit de Bruno Ontetiente.
La chaine Via Occitanie est susceptible de diffuser certains matchs, comme la saison passée.
De leur côté, les clubs diffusent  de plus en plus leurs matchs à domicile, en streaming,  sur leurs chaines Youtube ou leurs pages Facebook.
Selon sa pratique, la publication britannique Rugby Leaguer & League Express (hebdomadaire) couvre également le championnat.
Les journaux régionaux français, L'Indépendant et la Dépêche du Midi, suivent également la compétition. Le fait qu'ils soient bien souvent compris dans les offres d'abonnement « presse » des fournisseurs d'accès d'internet ou des opérateurs mobiles (kiosque sur smartphone) leur donnant la possibilité d'être lus au-delà de leurs régions d'origine. Midi Libre devrait, selon son habitude,[réf. nécessaire] seulement indiquer les résultats du championnat chaque lundi.  Et uniquement dans les éditions des régions que le quotidien pense avoir identifié comme « treiziste ».
Le site internet Treize Mondial couvre de manière exhaustive ce championnat.